# 麒麟戦隊アミノンジャー
『麒麟戦隊 アミノンジャー』（きりんせんたい アミノンジャー）は、2003年2月から同年8月、および2004年6月から2005年8月まで放映されたキリンビバレッジの清涼飲料水「アミノサプリ」のテレビCMシリーズ、およびそれに登場するキャラクターの名称。
キャッチコピーは「自分を救え。」。「アミノレンジャー」は誤表記である。

## 概要
スーパー戦隊シリーズ第1作『秘密戦隊ゴレンジャー』のパロディキャラクターであり、キャラクターなども『ゴレンジャー』を意識したものとなっている。
石森プロと東映から正式に許諾を得て制作されており、主題歌にささきいさお、音楽に渡辺宙明が起用されている。
アミノンジャーはそれぞれ誰が演じているかは公表されていない。
2004年春には、アミノサプリのCMキャラクターが「サイボ」という新キャラクターに変更されていたが、同年夏から再び「アミノンジャー」バージョンを復活させた。
キャラクターTシャツが当たるキャンペーンなども行われたほか、「アミノサプリ」の商品にキャラクターグッズ（マグネット他）が付けられていることもあった。

## 登場人物
メンバーの名前は、すべて健康上のキーワードに由来。
メンバーの人数・色等は全て『秘密戦隊ゴレンジャー』に従ったものであり、メンバーの仮面もそれらを元にしたものを着用しているが、『ゴレンジャー』のものとは異なり、口元が露出している（CM内でアミノサプリを飲むシーンが存在するという性質上口が隠れているデザインは不可能なため）。
体脂肪（たいしぼう）
- 英表記：Taishi-boo!

レッド。アミノンジャーのリーダー。肥満体型。額の文字は「膨」。
元となったアカレンジャーは「∞」型の仮面を着用していたが、彼はそれよりも●（膨らみ）が1つ多い仮面をつけている。
肥満体型で大きな腹が服からはみでている。
普段は至って普通のサラリーマンであるが、仮面だけかぶったまま勤務している。
ヘロヘロ
- 英表記：Hero-hero!

ブルー。虚弱体質。額の文字は「弱」（「弓」のようなものがひとつ多い）。
元となったアオレンジャーは弓矢の形（↑）の仮面を着用していたが、彼はそれがフニャフニャになった形の仮面を着用している。
最も細い体型である。
うわのそら
- 英表記：Uwano-sora!

イエロー。いつもボーっとしており、注意力が散漫。額の文字は「空」。
元となったキレンジャーは棒の形（━）の仮面を着用していたが、彼はそれがフニャフニャになった形（〜）の仮面を着用している。
いつも口をポカンと開いている。
なお、他の4名とは異なり、彼のみ全く声を出さない。
お肌（おはだ）
- 英表記：Oh-hada!

ピンク。肌荒れに悩む紅一点。額の文字は「肌」。
元となったモモレンジャーはハートの形の仮面を着用していたが、彼女はそれが逆になった形の仮面を着用している。常にお肌の悩みを抱えている。
飲んべえ（のんべえ）
- 英表記：Non-bee!

グリーン。常に酔っ払っており、千鳥足のまま行動している。額の文字は「飲」。
元となったミドレンジャーはブーメランの形の仮面（V）を着用していたが、彼はお猪口の形をした仮面を着用している。
酔っ払い故に赤い鼻がトレードマークで、頭にはネクタイを鉢巻きの代わりに巻いている。
（焼鳥の）軟骨が大好物で、コスチュームのデザインにも取り入れている。

## アミノンジャーの戦力・その他
ティザー
アミノンジャーの5人用自転車。『ヤッターマン』に登場するおしおき三輪車のパロディ。2003年放映『自分を救え。ティザー編』『自分を救え。五人揃って編』に登場。『〜五人揃って編』では最初に一瞬登場。『〜ティザー編』ではアミノンジャーがひたすらにティザーをこぎ続け、通り過ぎていった。
カレーショップ「コロンボ」
2003年放映『Tシャツプレゼント編』に登場。
アミノンジャーがカレーを食べていた店。『秘密戦隊ゴレンジャー』に登場するスナック「ゴン」のパロディ。
2Lペット戦隊
2004年に放映『ごぶさた!編』に登場。
アミノサプリの2Lペットボトルを模した兵器で、戦車のようなもの、飛行機のように空を飛ぶもの、潜水艦のように海中から登場するもの3種類が存在した。

## 放映リスト
| 放映時期                       | タイトル                                           | 備考 |
| 第1期（2003年2月 - 8月）       | 第1期（2003年2月 - 8月）                           | 第1期（2003年2月 - 8月） |
| ------------------------------ | -------------------------------------------------- | --- |
| 2003年2月                      | 自分を救え。ティザー編 15秒                        | アミノンジャーが、画面奥から画面手前にティザーをこぎ続ける。 |
| 2003年2月                      | 自分を救え。五人揃って編 15秒                      | ティザーで荒野を駆け抜けた後、一人一人名乗りを上げ、最後は皆でアミノサプリを飲む。 |
| 2003年3月                      | 自分を救え。体脂肪編 15秒                          | 体脂肪が仕事中、お尻が椅子にはまって抜けなくなってしまう。 すると突如場面が戦場に切り替わり、敵にやられた後「貴様ぁぁ!!」と言いながらアミノサプリを飲む。 |
| 2003年3月                      | 自分を救え。飲んべえ編 15秒                        | 夜、酒を飲みすぎてしまった飲んべえは、無意識のうちにベンチで寝てしまう。 翌朝飲んべえがそのことに気がつくと、やはり場面が戦場に切り替わり、敵にやられた後「またしても!!」と言いながらアミノサプリを飲む。                                                                              |
| 2003年3月                      | 自分を救え。お肌編 15秒                            | 男性とイチャイチャしているお肌。男性から「化粧してた方が綺麗だよ」と言われ、嫌な表情を浮かべる。 するとやはり戦場に切り替わり、敵にやられた後「覚えてらっしゃい!!」と言いながらアミノサプリを飲む。                                                                                    |
| 2003年3月                      | Tシャツプレゼント編 15秒                           | Tシャツプレゼントキャンペーンの告知も兼ねたCM。 カレーショップ「コロンボ」でカレーを食べていた体脂肪を除くメンバーの元に、アミノンジャーTシャツを着た体脂肪がやって来る。 |
| 2003年7月                      | うわのそら 危機一髪編 15秒                         | 夏、アミノンジャーは海水浴に来ていたが、気づくとうわのそらの肉体が消えかけていた。 お肌が急いでアミノサプリを飲ませると、うわのそらは無事回復した。 |
| 第2期（2004年6月 - 2005年8月） |                                                    | |
| 2004年6月                      | ごぶさた!編 15秒                                   | 久しぶりに登場したアミノンジャーがCMソングに合わせて、アミノサプリがアミノ酸飲料の売り上げが第1位であることをアピール。 |
| 2004年10月                     | 秋GO GO GO!編 15秒                                 | 「食欲の秋」「芸術の秋」など、さまざまな「秋」を挙げた後、アミノサプリをアピール。 |
| 2005年2月                      | かっこいいときもある編                             | ファッションショー風に今までとは体格が違うアミノンジャーたち（スマートな体脂肪、筋肉質な飲んべえなど）が登場。 アミノサプリのリニューアルに伴い、パッケージの色が変わったことを告知するが、「でも本質的には変わってない」としてこれまで通りの体格でアミノンジャーが5人並んで登場する。 |
| 2005年2月                      | スポーツはおまかせよ!編 15秒 （クエン酸サプリ903） | アミノサプリの横展開商品（姉妹品）にあたる「クエン酸サプリ903」のCM。現れた見知らぬ女性3人は敵か味方かは不明。 走り疲れて倒れた少年をアミノンジャーが助けようとするが、上記の3人が突如現れ、少年を応援する。                                                                           |
| 2005年3月                      | 言わずもがな!編 15秒                               | アミノンジャーがCMソングに合わせて踊りながら（お肌はアミノサプリを飲んでいるのみ、体脂肪はドラムを叩いているので実際にダンスしているのはヘロヘロ、うわのそら、飲んべえの3人）、「アミノサプリはアミノ酸をサプリするもの」である事をアピールする。                                      |
| 2005年7月                      | 夏!!'05編 15秒                                     | 夏の砂浜で遊ぶアミノンジャーが「なぜか夏にもよく似合うアミノサプリ」をアピールする。アミノンジャーシリーズ事実上の最終CM。 |